# Ludmírov
Ludmírov é uma comuna checa localizada na região de Olomouc, distrito de Prostějov.